# رپینا
رپینا (به استونیایی: Räpina) یکی از شهرک‌های کشور استونی است.
این شهرک در سال ۲۰۱۱ میلادی ۲٬۴۵۵ نفر جمعیت داشته است.

## نگارخانه

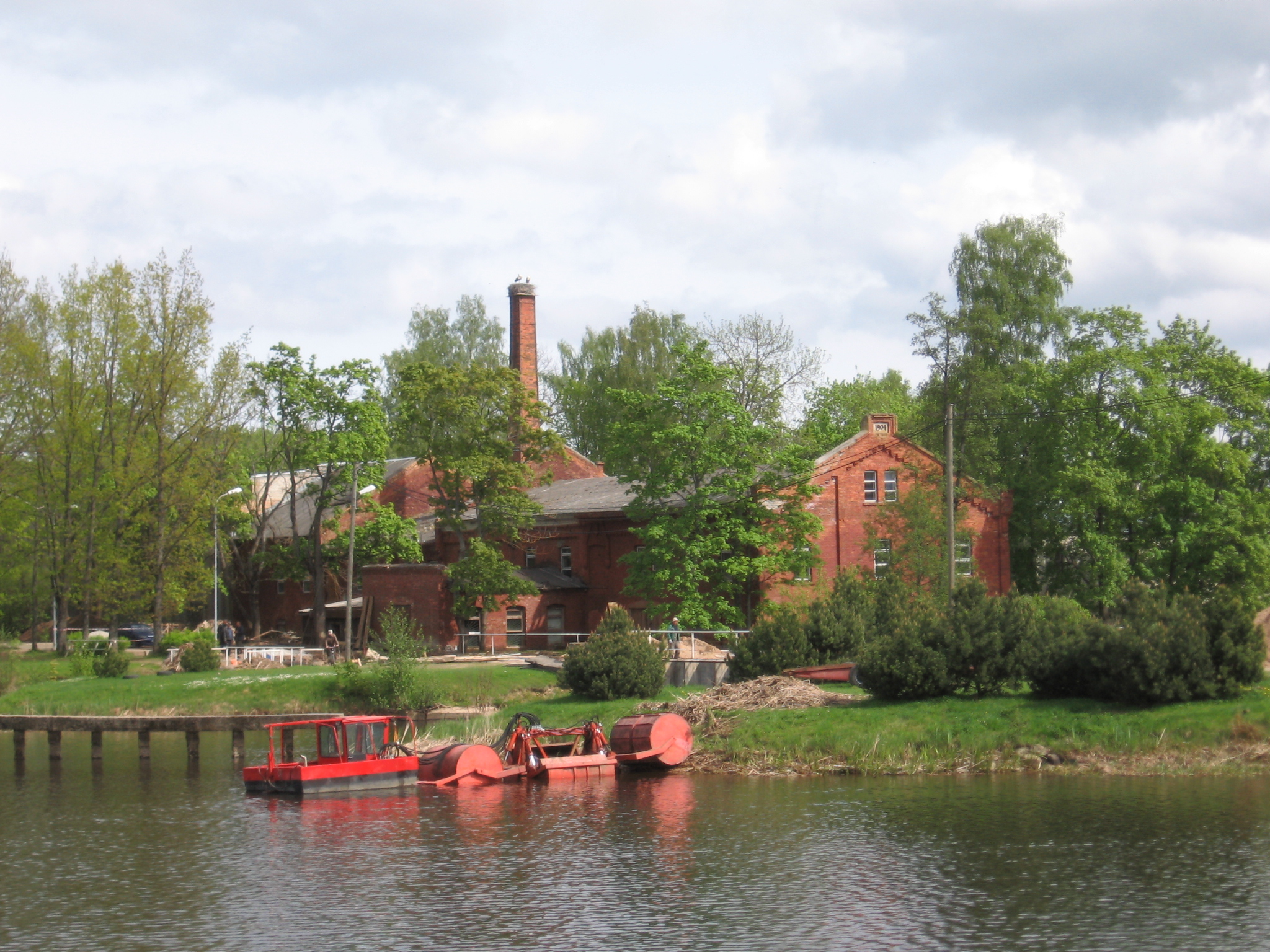
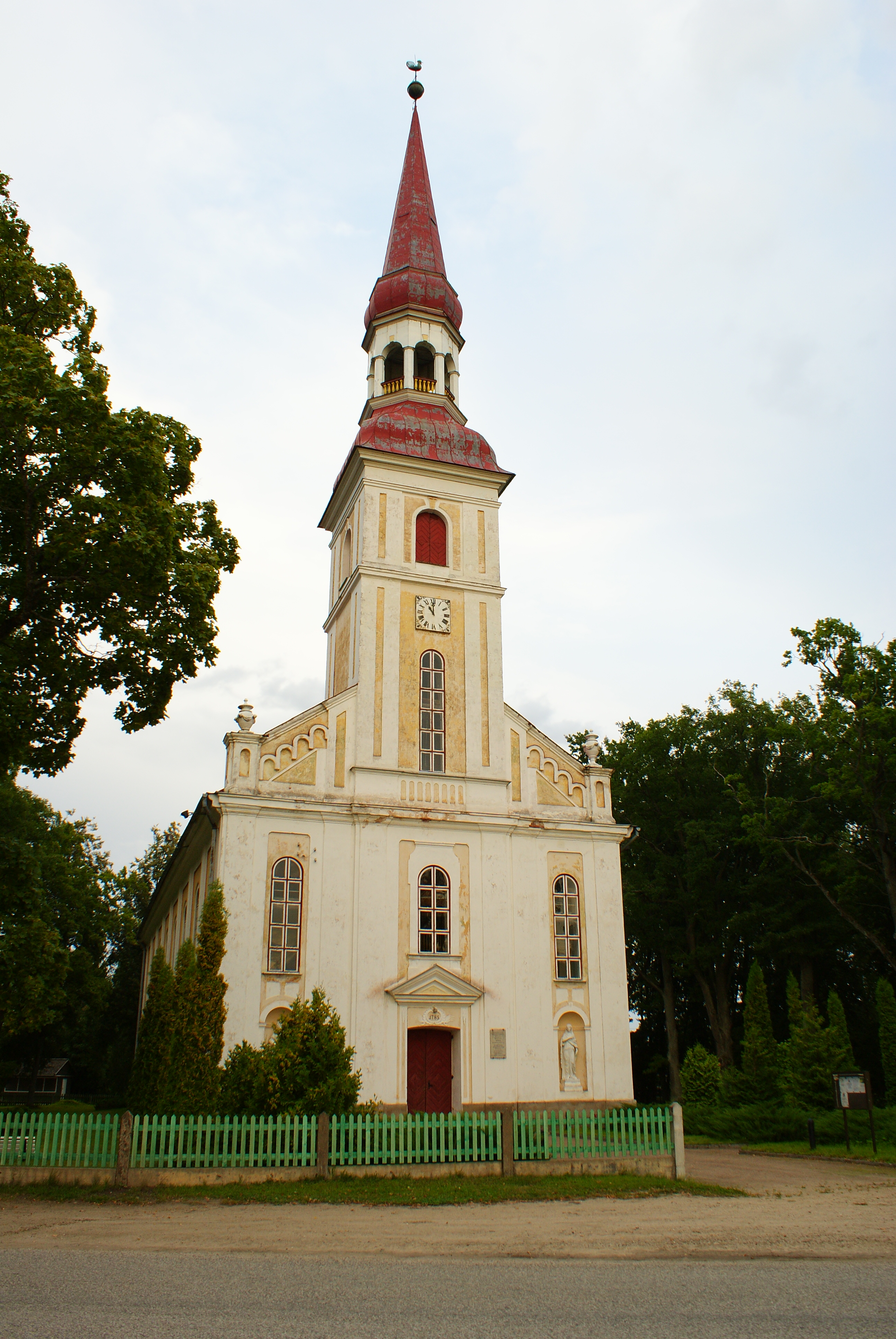
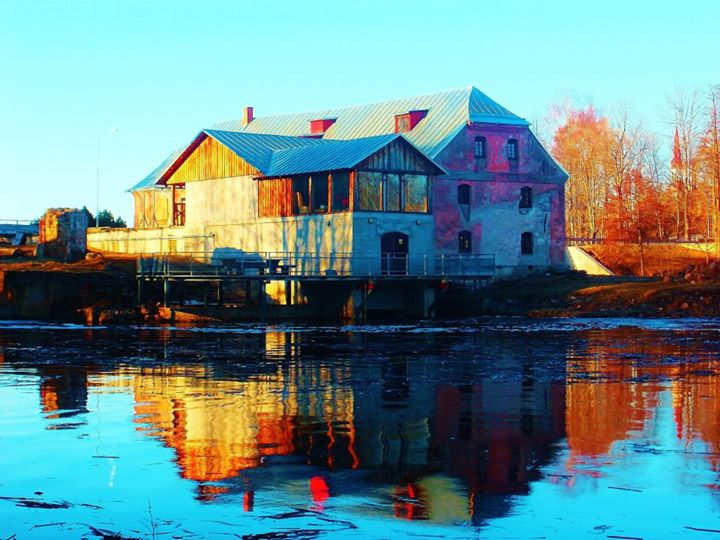
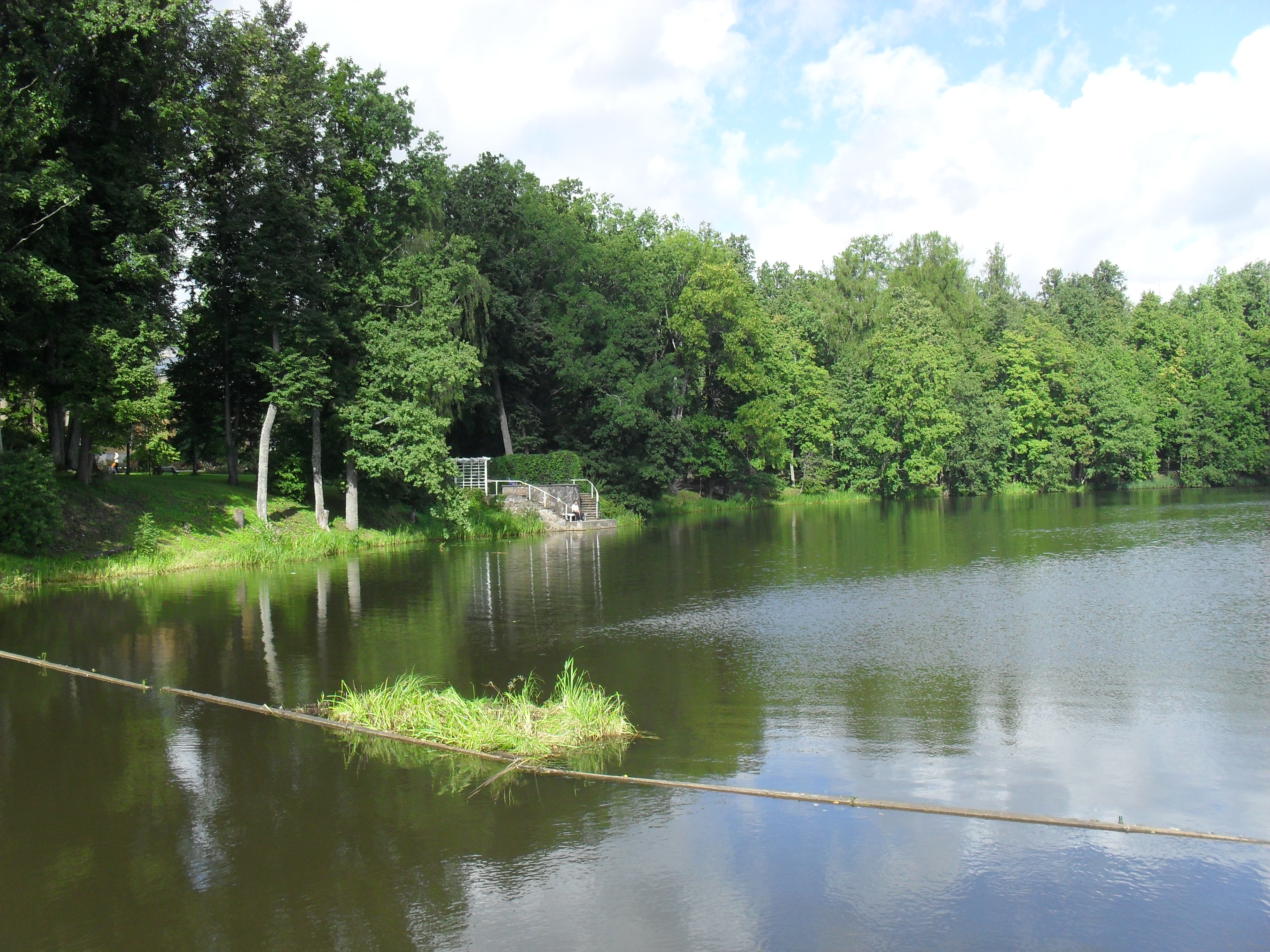